# Fortissimo

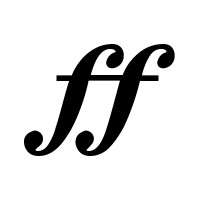
Abreviatura de fortissimo.

Fortissimo és un terme utilitzat en música per a indicar una determinada intensitat en el so, és a dir, un determinat matís. És una paraula italiana que significa molt forta i la seva abreviatura és ff.
La intensitat que indica fortissimo és major que la que indica forte. En algunes ocasions s'usen tres efes que indiquen que el so ha de ser més fort que fortissimo. En les partitures apareix sempre de manera abreujada, sota el pentagrama i precisament sota la nota musical on comença aquesta dinàmica. L'obra se segueix tocant fortissimo des d'aquest punt fins que aparegui un nou indicador de dinàmica.